# Petre Otscheli
Petre Otscheli (Georgisch: პეტრე ოცხელი) (Koetaisi, 25 november 1907 - 2 december 1937) was een Georgisch kunstenaar. Hij ontwierp decors en kostuums voor theaters in Georgië en Moskou.

## Biografie
Al als kind kreeg hij tekenles op de kunstschool, van Ivane Cheishvili, en gedurende zijn kindertijd zou hij bijna nooit zonder potlood zijn gezien. Vanaf 1926 volgde hij de Academie voor Schone Kunsten in Tbilisi.
Zijn werk kenmerkte zich door artistieke moderniteit en is expressief en ongebruikelijk te noemen. Zijn belangrijkste werk maakte hij voor onder meer Uriel Acosta (1929), Beatrice Chench (1930) en Spartak (1933).
Ondanks zijn korte leven - hij werd 30 jaar oud - bracht Otscheli bijzondere theaterdecors en kostuums voort. Zeventig jaar na zijn dood, en tijdens zijn 100-jarige geboortedag, werd in Tbilisi nog een expositie getoond van zijn werk.

## Ontwerpen

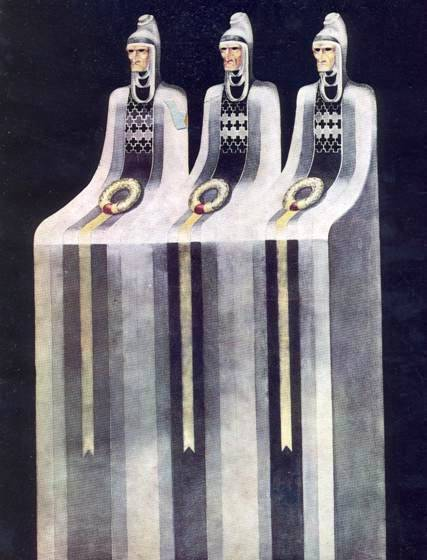
Uit: Otello (meer afbeeldingen)
Uit: Fort Soerami (meer afbeeldingen)
Uit: Uriel Acosta (meer afbeeldingen)
Uit Aprakune Chimchimeli (meer afbeeldingen)

- Gemeinsame Normdatei: 142358398
- International Standard Name Identifier: 0000 0000 8640 5797
- Library of Congress Control Number: n2010052499
- Nationale Bibliotheek van Tsjechië: xx0306089
- Virtual International Authority File: 125094114
- WorldCat: E39PBJpyqCwPFfKRW8krfQpwYP